# Venezillo dumorum
Venezillo dumorum är en kräftdjursart som först beskrevs av Dollfus 1896C.  Venezillo dumorum ingår i släktet Venezillo och familjen Armadillidae. Inga underarter finns listade i Catalogue of Life.